# 浮穴みみ
浮穴 みみ（うきあな みみ、1968年 -）は、日本の小説家、時代小説作家、推理作家。日本文藝家協会会員。

## 経歴・人物
北海道旭川市生まれ。北海道旭川東高等学校卒業。千葉大学文学部文学科仏文専攻卒業。東京での保険会社勤務を経て、札幌市在住。2008年、「寿限無 幼童手跡指南・吉井数馬」で第30回小説推理新人賞を受賞する。2009年、同作を含む連作短編集『姫の竹、月の草 吉井堂謎解き暦』で単行本デビューを果たす。2018年6月、『鳳凰の船』（双葉社刊）で第7回歴史時代作家クラブ賞の作品賞を受賞。

## 作品リスト

### 書籍
- 姫の竹、月の草 吉井堂謎解き暦（2009年10月 双葉社 / 2013年5月 双葉文庫）
- 寒中の花 こらしめ屋お蝶花暦（2011年1月 双葉社 / 2013年11月 双葉文庫）
- 夢行脚 俳人・諸九の恋（2011年9月 中央公論新社 / 2014年8月 中公文庫）
- 恋仏（2013年4月 双葉社 / 2016年4月 双葉文庫）
- 御役目は影働き 忍び医者了潤参る（2013年7月 中央公論新社）
  - おらんだ忍者・医師了潤 御役目は影働き（改題文庫化、2017年3月 中公文庫）
- 月の欠片（2014年2月 祥伝社）
- 天衣無縫（2015年5月 双葉文庫）
- めぐり逢ふまで 蔵前片想い小町日記（2016年5月 ハヤカワ文庫JA）
- 鳳凰の船（2017年8月 双葉社、2020年1月 双葉文庫）
- 秘めおくべし おらんだ忍者医師了潤（2018年7月 中公文庫）
- 楡の墓(2020年2月 双葉社)
- 小さい予言者(2021年10月 双葉社)

### アンソロジー収録作品
「」内が浮穴みみの作品
- utage・宴 北の作家 書下ろしアンソロジー vol.2（2010年12月 柏艪舎） 「薔薇園のマサコ」
- なぞとき 〈捕物〉時代小説傑作選（2018年1月 PHP文芸文庫） 「六花の涼」

### 雑誌掲載作品
- 「函館札（ハコ ダデイ さつ）」（『小説推理』2017年1月号）
- 「川の残映（なごり）」（『小説推理』2017年3月号）
- 「彷徨える砦」（『小説推理』2017年8月号）
- 「貸し女房始末」（『小説推理』2019年12月号）